# برکلی (کالیفرنیا)
بِرْکْلی شهری است که در کرانه شرقی خلیج سان فرانسیسکو و در شمال شهرستان آلامدا در ایالت کالیفرنیا در ایالات متحد آمریکا قرار دارد. نام آن برگرفته از جرج برکلی فیلسوف و کشیش انگلیسی ایرلندی قرن ۱۸ میلادی است. این شهر از جنوب با شهرهای اوکلند و امری‌ویل و از شمال با شهر آلبانی هم‌مرز است. برکلی خانه قدیمی‌ترین پردیس دانشگاهی در مجموعه دانشگاه کالیفرنیا به نام دانشگاه کالیفرنیا، برکلی و آزمایشگاه ملی لارنس برکلی است.

## تاریخچه
سرزمینی که اکنون شهر برکلی در آن قرار دارد در هنگام ورود نخستین اروپائیان متعلق به شاخه چوچنیو/هوچیون از مردم اولونه بود. شواهد حضور آنان در این منطقه شامل حفره‌های درون سنگ که برای آسیاب بلوط استفاده می‌شدند و یک تل‌زباله است که در سواحل خلیج سانفرانسیسکو قرار داشتند. دست‌ساخته‌های دیگری نیز در دهه ۱۹۵۰ میلادی در مرکز شهر و هنگام بازسازی یک ساختمان تجاری یافت شده‌است.

## جغرافیا
این شهر دانشگاهی در کنار خلیج سان فرانسیسکو و در نزدیکی شهر سان فرانسیسکو قرار دارد.

## آموزش
دانشگاه معتبر برکلی در این شهر قرار دارد.

## شهرهای خواهرخوانده
رشت